# Andrea Ranocchia
Andrea Ranocchia (Assisi, 16 de fevereiro de 1988) é um ex-futebolista italiano que atuava como zagueiro.

## Carreira

### Clubes
Iniciou profissionalmente no Arezzo em 2006. Passou por Genoa e Bari ambos por empréstimo. Em janeiro de 2011 passou a defender a Internazionale.
Em julho de 2014 assumiu o posto de Capitão da equipe, com a aposentadoria do antecessor no cargo, Javier Zanetti.

## Seleção Italiana
Estreou pela Seleção Italiana principal em 17 de novembro de 2010 ante a Romênia.

## Títulos
Genoa
- Campeonato Italiano - Série B: 2008–09

Internazionale
- Coppa Italia: 2010–11
- Campeonato Italiano: 2020–21[4]
- Supercopa da Itália: 2021